# エドワード1世 (イングランド王)
エドワード1世（英: Edward I, 1239年6月17日 - 1307年7月7日）は、プランタジネット朝のイングランド国王（在位1272年11月17日 - 1307年7月7日）。 
ヘンリー3世の長男であり、1272年に父王の崩御で即位し、以降1307年の崩御までイングランド王として君臨した。内政面では法整備を進めたことや1295年に代議制議会の要素が強い模範議会を招集したことなどが特筆される。外交では近隣諸国との戦争に明け暮れ、ウェールズやスコットランドに侵攻して併合したり、アキテーヌを巡ってフランスと戦争するなどした。しかしスコットランド支配は激しい抵抗運動を招いて最終的には破綻し、フランスとの戦争はやがて百年戦争へと繋がっていく。
渾名は "Longshanks"（ロングシャンクス、「長い足」「長脛王」、身長が190cmあったため）および"Hammer of the Scots"（ハンマー・オブ・ザ・スコッツ、「スコットランド人への鉄槌」）。

## 概要
1239年にイングランド国王ヘンリー3世の長男としてロンドンで生まれた。1254年にはフランスに対するけん制として、カスティーリャ王・レオン王フェルナンド3世の娘エリナーと結婚した（→生い立ち）。
1258年にオックスフォード議会で可決された王権を制約するオックスフォード条項をめぐってヘンリー3世やエドワードら王権側と第6代レスター伯シモン・ド・モンフォールら改革派諸侯の対立が深まり、1264年に両者は第2次バロン戦争で衝突した。ルイスの戦いに敗れて一時父王とともに虜囚の身となったが、翌1265年に脱走に成功し、イーヴシャムの戦いでレスター伯を敗死させて王室に権力を取り戻した（→改革派諸侯との戦い）。
内乱終結後には父王に代わって国政を主導。オックスフォード条項は否定したが、王権以上に貴族権力を抑制するウェストミンスター条項は認め、これを汲んだマールバラ法を制定した。1270年からは第8回十字軍に参加した（→内乱終結後）。
1272年にヘンリー3世の崩御により国王に即位した（→国王に即位）。内政面では法律家のブレーンを抱えてイングランドの法整備に努めた。とりわけ動産差押に制限を設けたことは中世的な自力救済の抑制に資した（→法整備）。また王室の封臣を増やす目的で1290年に制定された再下封禁止法は結果として封建制の崩壊を推進し、封建主義社会から議会制国家への移行を促すことになった（→封建制の崩壊）。他方1290年にはユダヤ人追放を実施している（→ユダヤ人追放）。
外交面では戦争に明け暮れた。1277年と1282年から1284年にかけてはウェールズ大公（プリンス・オブ・ウェールズ）サウェリン・アプ・グリフィズが統治するウェールズに侵攻し、アベルコンウィ条約を締結することでサウェリンの影響力を低下させ、サウェリンを完全に支配下に置いた。そして1282年、サウェリンが病死した後、同国を併合した。後にウェールズ大公の地位を自らの皇太子エドワード（エドワード2世）に与え、以降この称号は英国皇太子に与えるのが伝統となった（→ウェールズ侵攻）。
つづいてスコットランドに狙いを定め、1291年には同国の王位継承争いに介入し、御しやすそうなジョン・ベイリャルを支持して彼を王位につけ、自らに臣従を誓わせた（→スコットランド王位継承への介入）。スコットランド国内でイングランドへの反発が高まり、1295年にはジョン・ベイリャルやスコットランド貴族たちが反旗を翻したが、1296年にスコットランド侵攻を行ってダンバーの戦いでスコットランド軍を撃破した。ベイリャルを廃位して王権を自らに譲渡させた（→スコットランド侵攻）。
フランスとの外交関係はパリ条約以降良好に推移していたが、1294年にフランス国王フィリップ4世がエドワードの領有するアキテーヌの没収を宣言したため、フランスとも開戦するに至った（→英仏戦争）。
フランスやスコットランドとの戦争には膨大な戦費が必要だったことから、1295年に議会を招集した。これは下級聖職者や州騎士、各都市の市民の代表などを含めた広範な社会階層の代表者を集めた議会となった。そのため代議制の性格が強い議会となり、後世の議会の模範となったとされ、「模範議会」と呼ばれる（→模範議会）。しかし高額の課税に反発は高まり、特に1297年のフランドル出兵に際して恣意的課税を行おうとしたのを機に諸侯との対立が再燃した。その対立の中で諸侯や議会から国王の恣意的課税を制限するマグナ・カルタなど既存の法律の確認あるいは新規の立法を強要された。この諸侯との対立は崩御まで解消されることはなかった（→諸侯との対立再燃）。
スコットランドでは彼が総督に任じた第6代サリー伯ジョン・ド・ワーレンが過酷な統治を行っていたが、ウィリアム・ウォレスらの抵抗運動の激化を招いた。ウォレスをフォルカークの戦いで破り、捕らえて残虐刑で処刑することには成功したが、スコットランドの抵抗運動はますます激しくなった（→ウィリアム・ウォレスとの戦い）。つづいてエドワードに王位を否定されていたロバート・ブルースがスコットランド国王ロバート1世に即位することで反旗を翻した。その追討のために出陣した際の1307年に崩御した。
彼に代わって国王に即位したエドワード2世はロバート1世に敗れてスコットランドを失うこととなる（→ロバート1世との戦いと崩御）。

## 生涯

### 生い立ち
1239年6月17日にイングランド国王ヘンリー3世と王妃エリナー・オブ・プロヴァンスの長男としてロンドン・ウェストミンスター宮殿に生まれる。エドワード証聖王にあやかってエドワードと名付けられた。これまでプランタジネット朝の王は全てフランス名だったが、彼は初めてイングランド風の名前が与えられた王である。洗礼式の際には義理の叔父（叔母の夫）にあたる第6代レスター伯シモン・ド・モンフォールが代父を務めた。
1254年にカスティーリャ＝レオン王国首都ブルゴスにおいてカスティーリャ国王・レオン国王フェルナンド3世の娘エリナーと結婚した。カスティーリャ＝レオン王国は未だイングランド王が統治権を残すフランスのアキテーヌ公領の背後に位置しており、フランス王のアキテーヌ侵攻を防ぐための政略結婚だった。

### 改革派諸侯との戦い

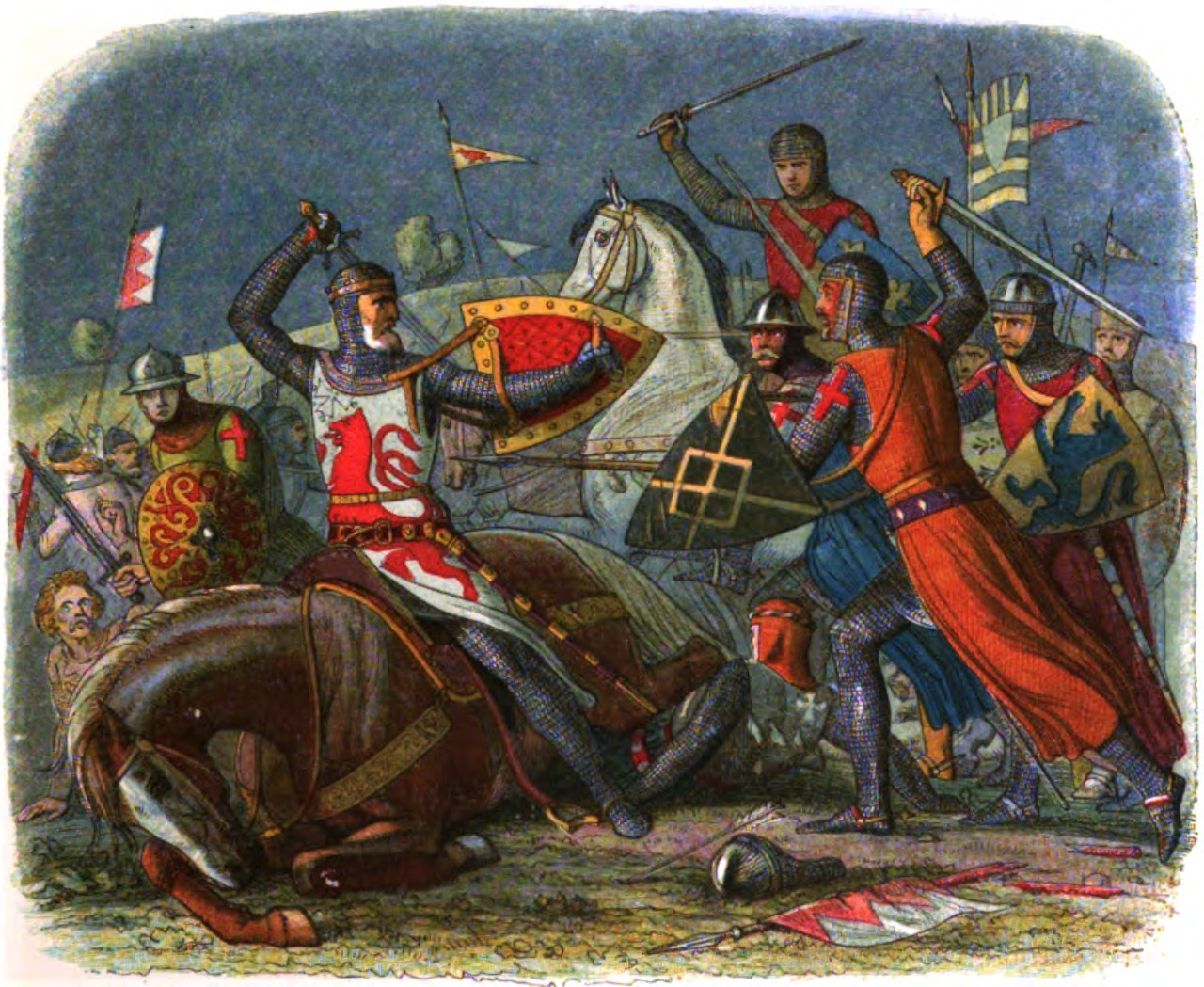
1265年8月、イーヴシャムの戦いでエドワード軍に敗れて戦死する改革派諸侯の指導者第6代レスター伯シモン・ド・モンフォールを描いた絵画

金欠の王庫に財政援助を求めるためにヘンリー3世が1258年に招集したオックスフォード議会ではレスター伯を中心とした改革派諸侯がオックスフォード条項を可決させて国王権力の制限を図り、ヘンリー3世やエドワードと対立を深めた。さらに翌1259年にウェストミンスターに招集された議会ではウェストミンスター条項が可決されるが、これは国王以上に領主裁判権をはじめとする貴族権力を制限していた。改革派諸侯が一枚岩ではないことに目を付けたエドワードが貴族たちに対する反撃で盛り込んだものという。
ヘンリー3世ははじめオックスフォード条項遵守の誓約をしたが、1261年になってオックスフォード条項遵守誓約の無効を教皇アレクサンデル4世から認めてもらい、これにより国王と諸侯の対立が深まった。両派は競うように地方の掌握に努めるようになった。そして1264年5月に至って両派はルイスで戦闘に及び、第2次バロン戦争が始まった。緒戦のルイスの戦いは諸侯軍の圧勝に終わり、エドワードも父王も捕虜にされた。この後1年ほどレスター伯が王不在の政府を主導したが、1265年5月にエドワードが脱走し、同年8月のイーヴシャムの戦いでレスター伯を敗死させて王室に権力を取り戻すことに成功した。
ついでエドワードとヘンリー3世は1266年6月に改革派諸侯が立てこもったケニルワース城を包囲するも、難攻不落の同城を陥落させることはできなかった。そこでケニルワース宣言を発した。同宣言はオックスフォード条項は破棄するとしつつ、反乱に関わった程度に応じて罰金を支払えばそれ以上処罰しないことを改革派諸侯たちに保証していた。その結果、諸侯たちはしばらく様子を見ながらも大半は年末までに宣言を受けいれて投降した。

### 内乱終結後

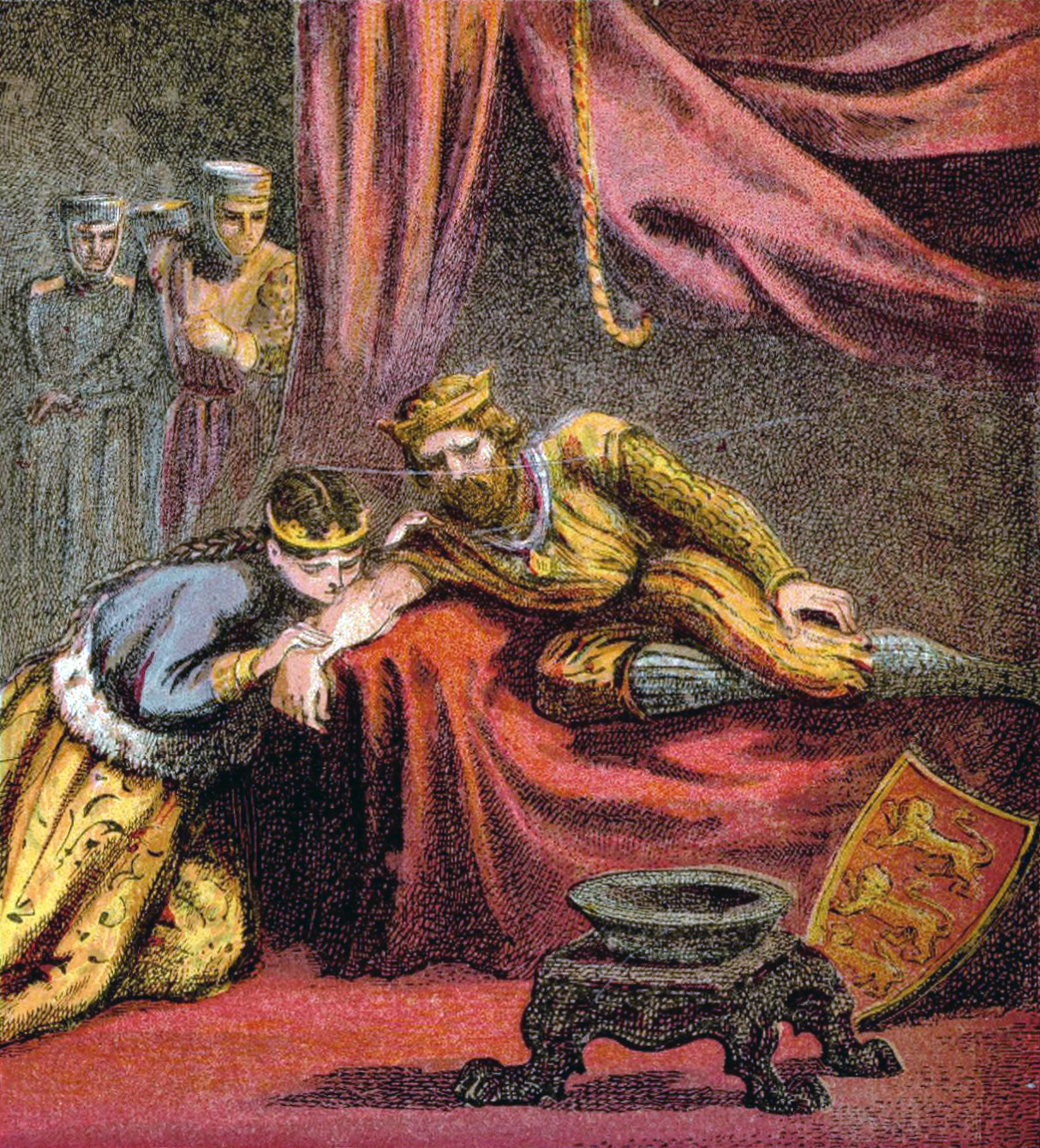
十字軍の際にエリナーがエドワードの毒を口で吸いだしたという逸話を描いた絵画

内乱終結後のヘンリー3世晩年の統治はエドワードによって主導されていた。改革派諸侯を破ったとはいえ、彼らの定めた立憲的原則を全否定するのは王権の不安定を招くと判断したエドワードは、1266年にウェストミンスター条項に盛り込まれている諸改革案を確認するとともに1267年のマールバラ法でその定着を図った。しかしこのマールバラ法は、ウェストミンスター条項の流れを汲んで王権の抑制より貴族の権力の抑制を図るものであった。領主裁判所の誤審上訴権を国王裁判所が独占する権利を定めることで内乱中に衰えた王の司法権力の回復を図っていた。さらに動産差押が認められる場合やその手続きも定め、当時広く社会に横行していた領主による自力救済的な差押さえを抑制した。
1270年8月からは第8回十字軍に参加し、イングランドを不在にした。1272年夏にエルサレムでイスラムの暗殺者に毒付き短剣で手傷を負わされるも妻エリナーが毒を口で吸いだすなど献身的な治療をしたおかげで一命をとりとめたという逸話があるが、これはエリナーを美化するための創作で史実ではないといわれる。

### 国王に即位

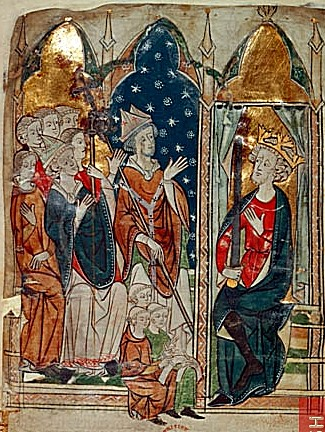
エドワード1世

1272年11月16日にヘンリー3世が崩御したとき、エドワードは十字軍からの帰路の途中でアルプス山麓にいた。そして11月20日の父の大葬の日に外国の地からイングランド王位の継承を宣言した。母エリナーを摂政に任じ、自身は帰国を急がず、ガスコーニュの安定やフランドルでの貿易問題解決のためのフランス王フィリップ3世との交渉を続けた。
それらの目的を達したのちの1274年にようやくイングランドへ帰国し、同年8月19日にウェストミンスター寺院で戴冠式を行った。このようにのんびりと王位継承を行ったことはエドワード1世の王権が極めて安定していたことを意味している。内乱終結後は国王の強い指導力のもとに国王と諸侯の関係が極めて緊密になっていた。

### 法整備
エドワード1世の功績の一つは法整備を押し進めたことである。ローマ法学の教授フランチェスコ・アックルシを招くとともに、皇太子時代からの書記官で法律に詳しいバース司教のロバート・バーネルを大法官に任じた。彼らの主導で様々な法整備が押し進められた。
マールバラ法の差押制限を強化するため、1275年には「財務府の差押手続き」が定められた。これは公権力による差押の場合について規定しており、国王の役人による不正の排除を目的としていた。さらに1285年にはウェストミンスター第二法で領主による悪意の差押に罰則を設けたり、差押を実行する代官の資格などを規定した。これらの法定は中世的な自力救済を大きく制限するのに資した。
1278年には権限開示令状を発して、領主特権を主張する者は巡回裁判官にその権原を明示すべきこと、明示しない場合はその特権は失われる旨を定めた。これは内乱の影響で領主特権が曖昧になって簒奪されたり、濫用されたりしているのに歯止めをかける狙いがあった。1285年には従来の様々な治安維持法を一つにまとめて拡張・強化したウィンチェスター法を制定した。

### 封建制の崩壊
イングランドでは、エドワード1世時代にはすでに封建制（土地の接受を通して主君と家臣が主従関係を持ち、家臣が主君に対して軍役奉仕義務を負う制度）は消滅過程に入っていた。領主と土地保有者の間の土地接受関係は続いていたが、土地保有者が領主に対して負う義務は軍役奉仕より金銭に移行しつつあり、したがって両者の関係は「主君と家臣」というより、「地主と借地人」といったほうが適切になりつつあった。
封建制崩壊に拍車をかけたのは1290年に制定された再下封禁止法だった。これは国王や領主から土地を受封している土地保有者が土地を誰かに売却する再下封をした場合、購入者は売却者に対してではなく、国王や領主に直接に封臣としての奉仕責任を負うことを規定していた。国王や領主の封建的収入を上昇させる目的の法律だったが、これにより国王直接受封者の数が急増し、諸階層の水平化が進んで封建制度の精神の崩壊を招いた。すなわち国王の直接封臣であることはもはや何の自慢にもならなくなり、議会招集を受けることこそが自慢になった。これは封建社会から議会制国家への移行を促す効果があった。
だがともかく国王の封臣は急増したので国王の封建的収入は増え、王権強化に資した。

### ユダヤ人追放
中世ヨーロッパにおいてユダヤ人はキリスト教会が禁じていた金融業によって財力をつけたが、高い金利で債務者から憎まれることが多く、ユダヤ人が頼れるのは国王の保護だけであった。保護を受ける代わりにユダヤ人は国王に命じられるままに金を献上せねばならなかった。ユダヤ人は国王の「私有財産」「奴隷」状態だった。もし国王が保護の手を引きあげればユダヤ人虐殺が起こるのが常だった。
イングランドにユダヤ人が最初に入ってきたのはノルマン・コンクエストの時にウィリアム征服王に従ってであった。それ以前のアングロサクソン時代はあまりに原始的な社会だったので、金融業が入り込む余地はなかったが、フランスから来たノルマン朝とプランタジネット朝の国王たちは他の大陸諸国の王たちと同じくユダヤ金融業者を必要とした。
ところが1290年になってエドワード1世はユダヤ人をイングランドから追放した。要因としては、
- 国王がユダヤ人を追放すると人々からは自己犠牲の行為として称賛される[30]。
- 「微利金貸し」のキリスト教徒から金融を受ける目途が立った[30]。
- 財産没収による一時的な収入増加が見込める[11]。

などである。ユダヤ人追放後、イングランド金融はフランドル人、イタリア人、さらに後にはイングランド人資本家によって担われるようになっていく。ユダヤ人が再びイングランドに移民するのは近世のステュアート朝以降である。

### ウェールズ侵攻

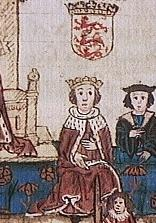
ウェールズ大公サウェリン・アプ・グリフィズ。エドワード1世の1282年の侵攻で敗死した

エドワード1世が即位した頃のウェールズの統治者はウェールズ大公（プリンス・オブ・ウェールズ）サウェリン・アプ・グリフィズだった。エドワード1世はサウェリンに対して二度招集をかけて臣下の礼をとるよう求めたが、サウェリンは招集に応じなかった。エドワードは1272年にサウェリンを大逆者と宣告した。
この宣告を受けてサウェリンに領土を奪取されていたイングランドのウェールズ辺境伯たちがウェールズ侵攻を展開するようになった。またグウィネズ地方（サウェリンの直接統治下）以外のウェールズ人領主の取り込みも図り、サウェリンをウェールズ内で孤立に追いやった。そのうえで1277年7月にチェスターから1万5000人の軍勢を率いてウェールズ侵攻を開始した。
これに対してサウェリンはゲリラ戦で抵抗するも、結局同年秋にはイングランドへの全面屈服のアベルコンウィ条約を締結することを余儀なくされた。この条約によりサウェリンは他のウェールズ人領主への宗主権を失い、グウィネズの統治権も兄弟で分け合い、ウェールズ内のエドワード1世の王領も大幅に拡大されることになった。さらにもしサウェリンが子供のないまま死去したらその所領はエドワードに没収されることも盛り込まれた。
この条約でウェールズのほぼ全土を手中にしたエドワード1世は、イングランドの法を押し付けて、ケルトの法やウェールズ人の感情を無視した統治を行った。特に巡回裁判制度を持ち込んだのはエドワード1世の統治力を著しく高めた。しかしその過酷な統治はウェールズ人の反乱を誘発し、やがてサウェリンもそれに参加した。これを受けてエドワード1世は1282年から1284年にかけて再度ウェールズ侵攻を行った。この戦いの最中にサウェリンは病死し、ウェールズ大公の地位は弟ダフィズ・アプ・グリフィズが継承したが、彼も1283年9月30日に捕らえられて大逆罪で死刑宣告され、10月3日に過酷な首吊り・内臓抉り・四つ裂きの刑で処刑された。こうしてウェールズの独立をかけた最後の戦いは失敗に終わり、以降ウェールズが政治的独立を手にすることは二度となかった。
1301年になってエドワード1世は皇太子エドワード（後のエドワード2世）にウェールズ大公の称号を与えた。ウェールズの称号を残すことでウェールズ人の反感を和らげる目的だったという。以降イングランド・イギリス王室の皇太子はこの称号を名乗るのが慣例となり、その伝統は現在に至るまで続いている。またウェールズの征服でイングランド軍にウェールズのロングボウの用法が入り、エドワード1世は歩兵の特殊兵器としてスコットランド侵攻でこれを活用する。

### スコットランド王位継承への介入

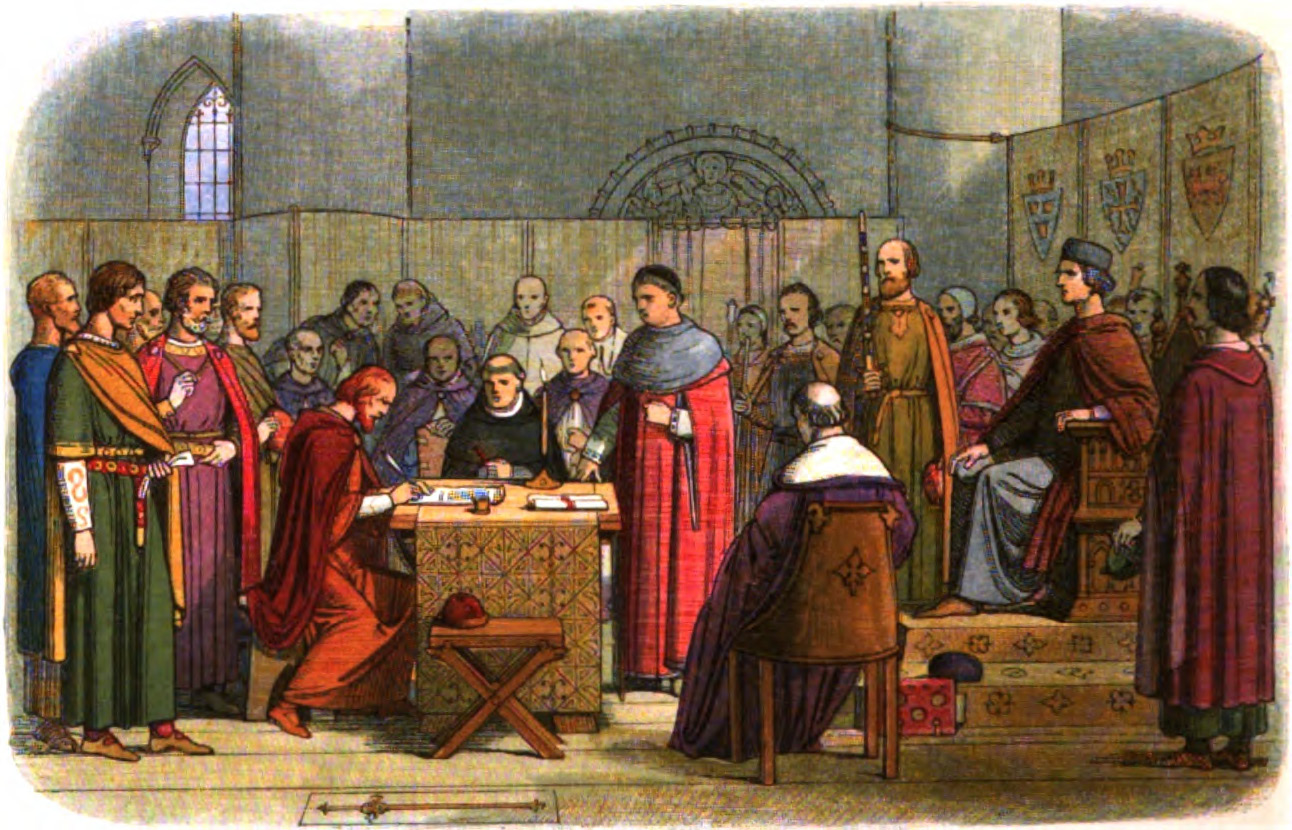
スコットランドへの宗主権を確認するエドワード1世

ウェールズ征服後、エドワード1世は北方スコットランド併合計画を本格化させた。
ちょうど1286年にスコットランド国王アレグザンダー3世が崩御したため、アレグザンダー3世の3歳の孫娘でノルウェーにいるマーガレットがスコットランド女王に即位したが、エドワード1世はこれをスコットランド乗っ取りの千載一遇のチャンスと見た。さっそくマーガレットと自分の息子エドワードの結婚の赦免を教皇に願い出るとともにスコットランド長老会議と交渉を行い、1289年にはスコットランドとの間にバーガム条約を締結して婚約を成立させた。同条約には「スコットランドの権利、法律、自由ならび慣習は完全に保持され、スコットランド王国は自由にして別個の王国として存続する」と定められていたが、エドワードの狙いは当初より併合であり、条約を守る気などさらさら無かった。しかし1290年、ノルウェーからスコットランドへ向かう道中にマーガレットが崩御したため、この目論みは失敗に終わった。
マーガレットの崩御でスコットランド王室の傍流たちが次々と王位継承権を主張するようになり、とりわけウィリアム1世の弟ハンティンドン伯デイヴィッドの女系子孫にあたる3人、ベイリャル卿ジョン・ベイリャル（デイヴィッドの長女マーガレットの孫）、アナンデール卿ロバート・ド・ブルース（デイヴィッドの次女イザベラの子）、ヘイスティングズ卿ジョン・ヘイスティングス（デイヴィッドの三女エイダの孫）の三人が有力候補となった。3人の対立は激しくなる一方で、内乱に発展することを恐れたセント・アンドルーズ司教ウィリアム・フレイザーは、エドワード1世に書簡を送って「陛下が国境まで出御されて決定し給わんことを」と懇願した。このときのフレイザーの対応は今日までスコットランド人から売国行為として批判されるが、仲介できるほど力を持った者はエドワード1世しかなく、内乱を避けるためにはやむを得ない判断だったと弁護もされている。
エドワード1世は、ただちにこれを了承して介入を開始した。そして1291年5月にスコットランドの聖職者・貴族を北イングランドのノラム城に招集して彼らに「朕が正当な宗主ではないという証拠を示しうるか？」と問うて、スコットランドを自らの宗主権下に置こうとした。スコットランドの聖職者・貴族たちは「国王がいないため自分たちには答える権限がない」と述べて回答を避けたが、エドワード1世はこれを王位継承候補全員から臣従を得れば自分に臣従することを認めた回答と判断し、ベイリャルとブルースをはじめとする王位継承候補7人と個別に会見して、全員から自分への臣従を取り付けた。
そして1291年8月にスコットランド王を決定する「大訴訟 (Great Cause)」を主催した。法定の査定官は104人いたが、ベイリャルとブルースがそれぞれ40人を指名し、残る24人はエドワード1世が指名したため、エドワード1世の決定次第であった。審議はベイリャルが長女の系統の立場を生かして有利に進め、エドワード1世もベイリャルを温厚で操り人形にしやすしと見ていたのでイングランド査定官たちはこぞって彼を支持し、結果1292年11月にベイリャルを王とする旨の裁定が下された。こうしてイングランド宗主権下のスコットランド王が誕生することになった。

### 英仏戦争
イングランド王室プランタジネット家（アンジュー家）はもともとフランス大貴族であり、アンジュー帝国と呼ばれる巨大な領地をフランス北西部に所有していたが、1202年からのフランス国王フィリップ2世の所領没収宣言・侵攻を受けてジョン王は南アキテーヌ（ガスコーニュ）以外を喪失した。その後イングランド王はたびたびフランス出兵を行って領土を取り戻そうとしたものの、すべて失敗に終わった。結局1259年にはパリ条約が締結され、アキテーヌ地方をイングランド王に残すということで両者は妥協した。このおかげで以降1290年代初頭まで英仏関係は平穏に推移した。
ところが1293年にイングランドとガスコーニュ船籍の船団がノルマンデー船籍の船団に攻撃を仕掛けて打ち破り、ラ・ロシェルを襲撃する事件が発生した。アキテーヌを狙っていたフランス国王フィリップ4世はエドワードのガスコーニュの領主としての責任を追及し、1294年にガスコーニュを含む全アキテーヌの所領を没収すると宣告した。これはフランス国王によるアンジュー領侵攻の再開と考えられたのでエドワード1世は1294年にもフランス出兵を開始し、英仏戦争が勃発した。百年戦争はエドワード3世の時代に始まるが、実質的にはこのときから始まっていたと考えられている。
このときの戦いは1299年までに旧領を回復してフィリップ4世と和議することで一応解決した。この和議の際にフィリップ4世の妹マーガレット・オブ・フランスと結婚している（エリナーとは1290年に死別していた）。

### スコットランド侵攻
スコットランド国王ジョン・ベイリャルは即位以来エドワード1世に臣従を誓っていたが、それに対するスコットランド内の反発は高まっていた。特に1294年に対仏開戦でエドワード1世がスコットランドに徴兵要求をしたことでスコットランド人の反英感情は爆発した。後にエドワード1世はこの徴兵要求を取り消しているが、反英感情が収まることはなかった。
こうした空気の中、ジョン・ベイリャルはイングランド国王への臣従を取り消した。1295年7月には司教や貴族から成る反英諮問機関「スコットランド王国の共同体」が創設されて、今後この組織が国政の責任を負うことになった。さらに1295年10月にはスコットランドとフランスの攻守同盟がパリで締結された。
これに対してエドワード1世は1296年3月にもスコットランド侵攻を開始し、4月にはダンバーの戦いでスコットランド軍を撃破して多数のスコットランド貴族を捕虜にした。ジョン・ベイリャルも7月には投降し、イングランド王への「反逆」を犯したことを「告白」させられた。そしてフランスとの同盟を破棄し、王位を空席にして王権はエドワード1世に譲ることを認めさせられた。エドワード1世はスコットランド王権を示す王冠や王笏、スクーンの石などをロンドンへ持ち帰らせた。

### 模範議会

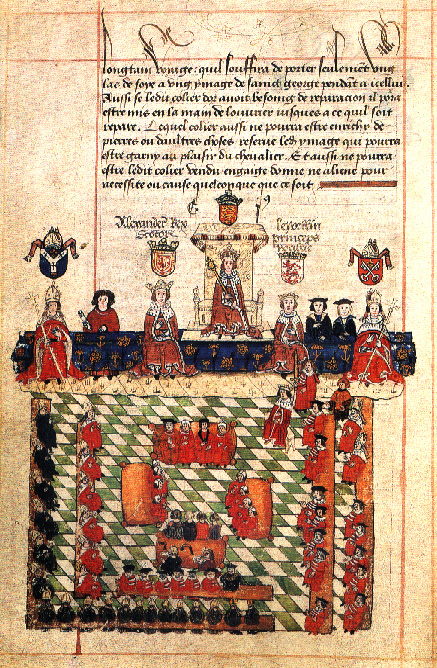
議会を招集するエドワード1世。

スコットランドやフランスとの戦争の戦費を募るためエドワード1世は、1295年11月に議会を招集した。膨大な軍資金を集めるためには社会各層の協力が必要との認識から、このときの議会は各階層から広範に代表を募ったため、この後のイングランド議会の代議制の模範になったという意味で19世紀の歴史家に「模範議会」と名付けられた。
この模範議会で招集されたのは、伯爵7人、その他封建貴族(男爵)、大司教や司教などの高位聖職者41人、修道院長や助祭長などの下級聖職者70人、各司教座聖堂参事会の聖職者代表1名、各司教管区から聖職者代表2名、各州の州騎士2人ずつ、都市や自由都市の市民代表各2名ずつである。
たしかにそれ以前の議会と比べれば、代議制的要素が強く、社会各層がよく代表されていたといえるため、エドワード1世をレスター伯シモン・ド・モンフォール（彼が権力を握っていた1264年から1265年にかけての議会も広範な社会階層から代表を集めた）とともに「イギリス議会の父」とすることがある。しかしこの時の議会はいまだ貴族院と庶民院に分離していなかったし、下級聖職者は途中で議会に出席しなくなった。またこの模範議会の後もしばしば代議制要素が全くない（あるいはわずかしかない）議会が開催されたので、エドワードを現在のイギリス議会の骨格を決定した人物かのように語ったり、この議会を「模範」と称するのは無理があるとの反論もある。そうした説によればイギリス議会はエドワード1世やレスター伯のような特定の個人の創意でできたものではなく、12世紀から13世紀のイングランドの歴史過程の中で徐々に形成されたものであるとされる。

### 諸侯との対立再燃

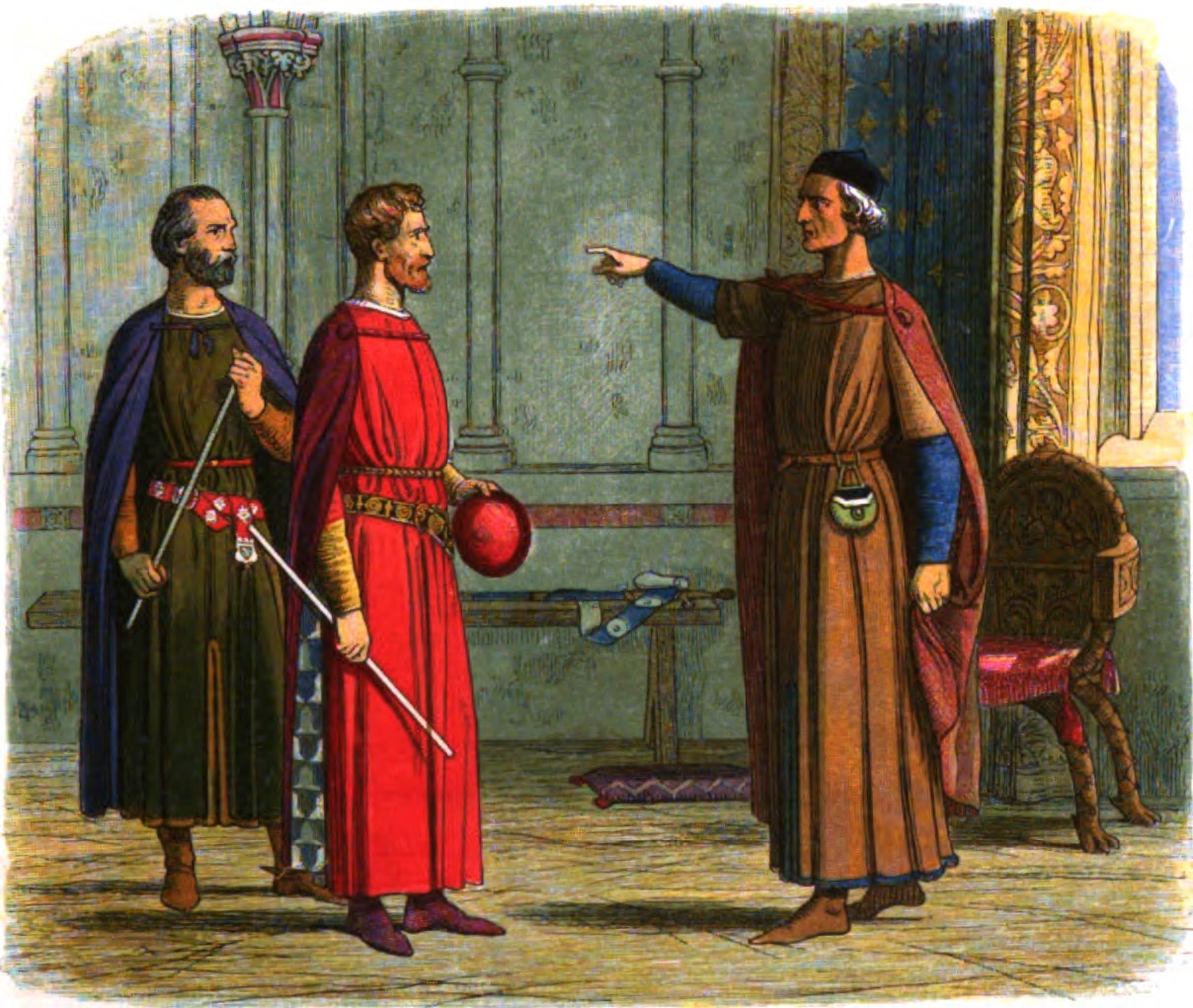
フランドル出兵を拒否する第5代ノーフォーク伯ロジャー・ビゴッドと第3代ヘレフォード伯ハンフリー・ド・ブーンに対して「出動しないなら絞首刑だ」と脅迫するエドワード1世

エドワード1世の戦争には膨大な戦費が必要であったが、その課税は激しい反発を招いた。1296年には教会が教皇ボニファティウス8世の勅書を理由に課税を拒否するようになった。これに対してエドワード1世は教会が財政に協力しないなら、今後王権は教会の財産や聖職者の生命の保護をしない旨を宣告し、課税拒否運動の中心の聖職者たちの追放を行った。
ついで翌1297年にはフランドル出兵計画をめぐって諸侯の間にもエドワード1世に対する反発が広がった。とりわけ第5代ノーフォーク伯ロジャー・ビゴッドと第3代ヘレフォード伯ハンフリー・ド・ブーンは、
- フランドルへの騎士の出征は前例がない。
- 国民が戦争で疲労している。
- スコットランド情勢が緊迫している。
- 大憲章（マグナ・カルタ）や御料林憲章（英語版）が守られていない。
- 羊毛輸出関税が異常に高い。

などを指摘してフランドル出兵とそのための課税に反対した。この際の2人とエドワード1世の口論は激しく、エドワード1世が「出動しないならお前たちは絞首刑だ」と叫ぶと、2人は「いや出動せぬなら絞首刑にもならぬ」と応酬したと伝わる。
2人の異論を無視してエドワード1世は都市住民の所有する動産5分の1、農村住民の所有する動産8分の1を租税として徴収することを独断で決定し、さらに8,000サックの羊毛徴発を命じた。そして1297年8月末にフランドルへ向けて出陣したが、諸侯はまるで従わず、その軍勢はわずか200人だったという。エドワード1世の留守を狙ってノーフォーク伯とヘレフォード伯は財務府に乗り込み、「人々の同意なく、国王が恣意的に強制賦課金や羊毛徴発することは許されない」と論じて先に国王が命じた徴税を行うことを禁じた。さらに同年秋に招集が予定されていた議会に提出する文書『強制賦課金は認めないことについて (De Tallagio non Concedendo)』の起草を開始した。
これによりエドワード1世と諸侯の関係が再び緊迫化し始めたが、1297年9月にはウィリアム・ウォレス率いるスコットランド軍のスターリング・ブリッジの戦いの勝利とイングランド北部への侵攻があり、その危機感から両者は10月に一時的に和解し、『両憲章の確認書 (Confirmatio Cartarum)』を結んだ。これは、
- 大憲章と御料林憲章の確認および再公布。
- 先の国王の恣意的課税は前例とせず、イングランドにおける租税は全王国の共同の同意により、全王国の共通の利益のためにのみ課される原則を守ること。
- 高い羊毛関税も廃止すること。

が盛り込まれていた。これに基づき先のエドワード1世の恣意的課税は廃止され、議会と教会はその代わりの租税案をエドワード1世に与えた。
しかしこの後も諸侯と議会の国王に対する不信感は続き、1300年3月にウェストミンスターで招集された議会はエドワード1世に両憲章の全文を再確認・再公布させるとともに 『両憲章への追加条項 (Articuli super Cartas)』を新たに決議した。これは両憲章の違反者に対する罰則を設けるとともに、国王の役人による物資徴発に方法と手続きを規定することで、国王の徴税活動を制限するものだった。翌1301年にリンカンで招集された議会も国王に対する不信感が強い議会となった。
1305年になるとエドワード1世は自分が1297年の文書で行った約束は強制的に押し付けられたものだと主張しはじめ、教皇にその主張の承認を求め、翌1306年に認められている。このようにエドワード1世治世末には国王と諸侯の関係は悪化して、平穏さや円滑さを欠いた状態となっていた。

### ウィリアム・ウォレスとの戦い

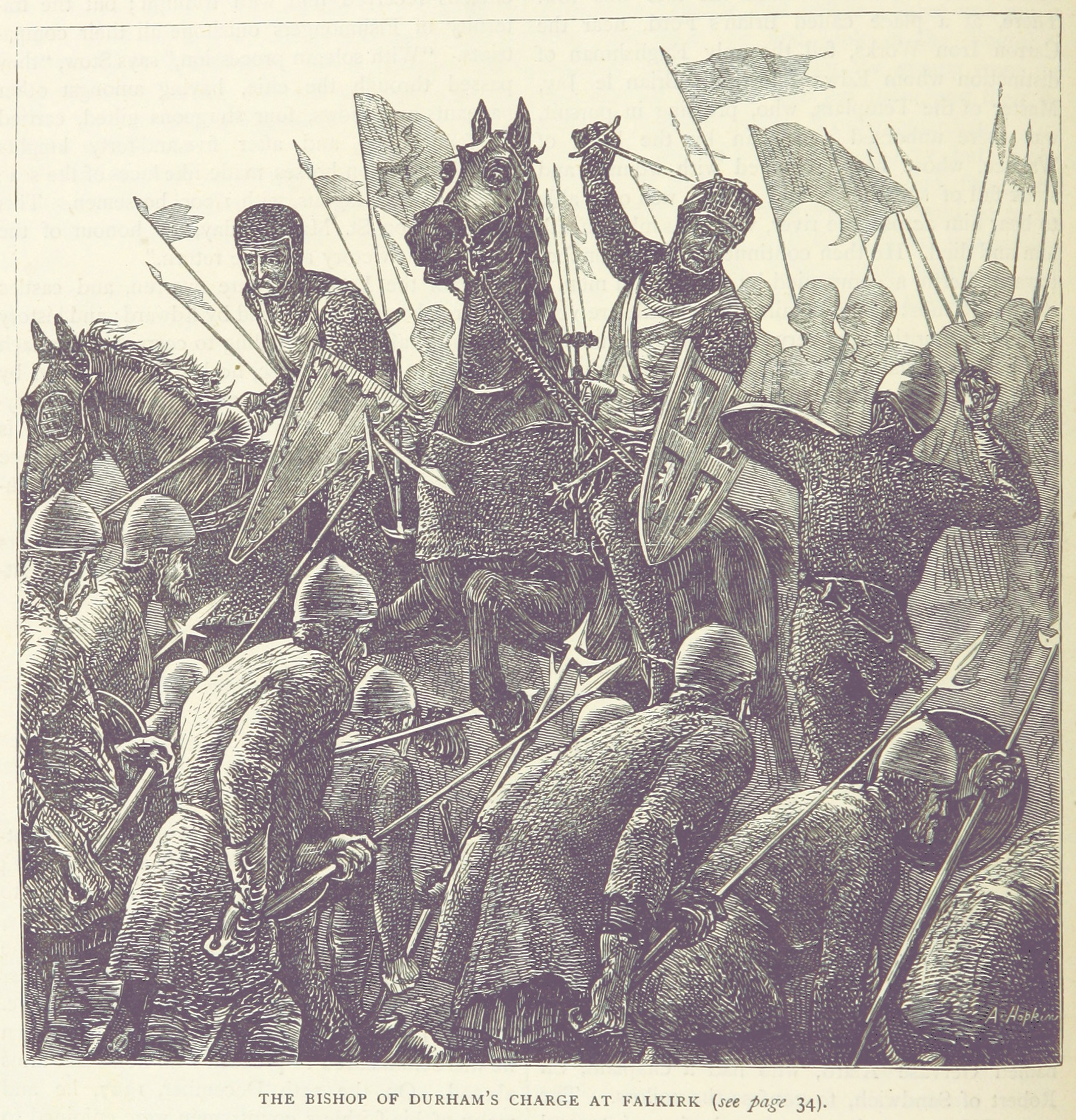
エドワード率いるイングランド軍がウォレス率いるスコットランド軍を破った1298年6月のフォルカークの戦いを描いた絵画

スコットランドでは、エドワード1世が総督に任じた第6代サリー伯ジョン・ド・ワーレンがスコットランド民衆を徹底的に弾圧する過酷な統治を行っていた。
しかしそうした統治はスコットランドの中間層や民衆の抵抗運動を招き、それらはウィリアム・ウォレスのもとで一つにまとまった。そして1297年9月にスターリング・ブリッジの戦いにおいてサリー伯率いるイングランド軍はウォレス軍に惨敗した。勢いに乗じたウォレス軍はイングランド北部ノーサンバーランドやカンバーランドへ侵攻を開始した。
エドワード1世はこの前月からフランドル出兵でイングランドを不在にしていたが、ウォレス軍の勝利を聞いて1298年1月に帰国し、同年7月にフォルカークの戦いでウォレス率いるスコットランド軍を撃破した。
ついで1300年からスコットランド侵攻を繰り返し、1303年5月の侵攻でついにスコットランド占領に成功した。1305年9月にはスコットランドの統治組織を定めた統治条例を発した。その間ウォレスはゲリラ戦を展開したり、フランスに援軍を求めるなどエドワードへの抵抗運動を続けたが、1305年8月に奸計にかかってイングランド軍に逮捕された。そして大逆罪により首吊り・内臓抉り・四つ裂きの刑に処せられた。ウォレスに残虐刑を科すことでスコットランドを恐怖支配しようというエドワード1世の意図だったが、それは成功しなかった。逆にスコットランド人の憤慨を買い、より激しい抵抗運動を招く結果となった。

### ロバート1世との戦いと崩御
スコットランドでますます高まる反英機運に乗ってキャリック伯ロバート・ブルース（「大訴訟」の時にエドワード1世に王位を否定されたアナンデール卿ロバート・ブルースの孫）が1306年3月にスクーンでスコットランド国王「ロバート1世」に即位し、エドワード1世への臣従を拒否した。
当時エドワード1世は赤痢に苦しんでいたが、直ちにロバート追討を決定し、1306年9月にスコットランドへ向けて出陣した。皇太子エドワードと第2代ペンブルック伯エイマー・ド・ヴァランスの軍に先発させ、ペンブルック伯の軍は1307年5月にロウドゥン・ヒルの戦いでロバート率いるスコットランド軍と戦闘を交えたが、敗北した。
一方エドワード1世はスコットランドへ向けて進軍している途中の1307年7月3日にカーライル郊外バラ・バイ・サンズで騎乗に耐えられなくなって倒れこんだ。エドワード1世はすぐにスコットランドから皇太子を呼び寄せ、
- 自分の心臓は聖地エルサレムに埋葬すること。
- 遺体はスコットランド平定まで埋葬しないこと。
- 自分の骨をイングランド軍の先頭に置いて進軍すること。

を言い渡した。そして7月7日に崩御した。
しかし新国王エドワード2世は父の遺言を守らなかった。エドワード1世の遺体は全てウェストミンスター寺院に埋葬したうえ、スコットランドからも撤兵した。彼はスコットランド内におけるイングランドの旗色が悪くなった後の1313年になって再びスコットランド侵攻を行うが、バノックバーンの戦いでスコットランド軍に惨敗。これが決定打となってイングランドはスコットランドの支配権を完全に失ったのだった。

## 子女
最初の王妃エリナー・オブ・カスティルとの間に16人の子女をもうけた。
- 長女（1255年）
- キャサリン（1264年）
- ジョーン（1265年）
- ジョン（1266年 - 1271年）
- ヘンリー（英語版）（1268年 - 1274年）
- エリナー（1269年 - 1298年） - 1293年、バル伯アンリ3世と結婚
- ジュリアーナ（1271年）
- ジョーン（英語版）（1272年 - 1307年） - 1290年に第7代グロスター伯爵ギルバート・ド・クレアと結婚、1297年に初代モンザーマー男爵（英語版）ラルフ・ド・モンザーマー（英語版）と再婚
- アルフォンソ（英語版）（1273年 - 1284年） - 初代チェスター伯
- マーガレット（1275年 - 1333年） - 1290年、ブラバント公ジャン2世と結婚
- ベレンガリア（1276年 - 1277/1278年）
- 九女（1277年 - 1278年）
- メアリー（英語版）（1279年 - 1332年） - 修道女
- 四男（1280/1281年）
- エリザベス（1282年 - 1316年） - 1297年にホラント伯ヤン1世と結婚、1302年に第4代ヘレフォード伯（英語版）ハンフリー・ド・ブーンと再婚
- エドワード2世（1284年 - 1327年） - イングランド国王

2番目の王妃マーガレット・オブ・フランスとの間に3人の子女をもうけた。
- トマス（1300年 - 1338年） - 初代ノーフォーク伯
- エドマンド（1301年 - 1330年） - 初代ケント伯
- エリナー（1306年 - 1310年）

## エドワード1世を演じた人物
- マイケル・レニー - 『黒ばら』(1950年イギリス映画)
- パトリック・マクグーハン - 『ブレイブハート』(1995年アメリカ映画)
- スティーヴン・ディレイン - 『アウトロー・キング スコットランドの英雄』(2018年イギリス映画)